# WNBA Draft 2002
Der sechste WNBA Draft fand am 20. April 2002 in den NBA Entertainment Studios in Secaucus, New Jersey, Vereinigte Staaten statt. Die Auswahlreihenfolge wurde bei einer Lotterie festgelegt.

## WNBA Draft

### Runde 1
| Pick | Spielerin                | Nationalität       | WNBA-Team           | College/Junior/Klub-Team                    |
| ---- | ------------------------ | ------------------ | ------------------- | ------------------------------------------- |
| 1    | Sue Bird (G)             | Vereinigte Staaten | Seattle Storm       | University of Connecticut                   |
| 2    | Swin Cash (F)            | Vereinigte Staaten | Detroit Shock       | University of Connecticut                   |
| 3    | Stacey Dales-Schuman (G) | Kanada             | Washington Mystics  | University of Oklahoma                      |
| 4    | Asjha Jones (F)          | Vereinigte Staaten | Washington Mystics  | University of Connecticut                   |
| 5    | Nikki Teasley (G)        | Vereinigte Staaten | Portland Fire       | University of North Carolina at Chapel Hill |
| 6    | Tamika Williams (F)      | Vereinigte Staaten | Minnesota Lynx      | University of Connecticut                   |
| 7    | Sheila Lambert (G)       | Vereinigte Staaten | Charlotte Sting     | Baylor University                           |
| 8    | Deanna Jackson (F)       | Vereinigte Staaten | Cleveland Rockers   | University of Alabama                       |
| 9    | Shaunzinski Gortman (G)  | Vereinigte Staaten | Charlotte Sting     | University of South Carolina                |
| 10   | Michelle Snow (C)        | Vereinigte Staaten | Houston Comets      | University of Tennessee                     |
| 11   | Danielle Crockrom (F)    | Vereinigte Staaten | Utah Starzz         | Baylor University                           |
| 12   | Hamchétou Maïga (G/F)    | Mali               | Sacramento Monarchs | Old Dominion University                     |
| 13   | Tawana McDonald (C)      | Vereinigte Staaten | Indiana Fever       | University of Georgia                       |
| 14   | LaNeishea Caufield (G)   | Vereinigte Staaten | Utah Starzz         | University of Oklahoma                      |
| 15   | Tamara Moore (G/F)       | Vereinigte Staaten | Miami Sol           | University of Wisconsin–Madison             |
| 16   | Rosalind Ross (G)        | Vereinigte Staaten | Los Angeles Sparks  | University of Oklahoma                      |

### Runde 2
| Pick | Spielerin               | Nationalität       | WNBA-Team          | College/Junior/Klub-Team                    |
| ---- | ----------------------- | ------------------ | ------------------ | ------------------------------------------- |
| 17   | Zuzi Klimesova (F)      | Tschechien         | Indiana Fever      | Vanderbilt University                       |
| 18   | Lenae Williams (G/F)    | Vereinigte Staaten | Detroit Shock      | DePaul University                           |
| 19   | Lucienne Berthieu (F/C) | Frankreich         | Seattle Storm      | Old Dominion University                     |
| 20   | Ayana Walker (F)        | Vereinigte Staaten | Detroit Shock      | Louisiana Tech University                   |
| 21   | Jill Chapman (C)        | Vereinigte Staaten | Detroit Shock      | Indiana University Bloomington              |
| 22   | Kathy Wambe (G)         | Belgien            | Detroit Shock      | Belgien                                     |
| 23   | Davalyn Cunningham (F)  | Vereinigte Staaten | Orlando Miracle    | Rutgers University                          |
| 24   | Brandi McCain (G)       | Vereinigte Staaten | Cleveland Rockers  | University of Florida                       |
| 25   | Tootie Shaw (F)         | Vereinigte Staaten | Phoenix Mercury    | Wichita State University                    |
| 26   | Linda Fröhlich (F)      | Deutschland        | New York Liberty   | University of Nevada, Las Vegas             |
| 27   | Andrea Gardner (F/C)    | Vereinigte Staaten | Utah Starzz        | Howard University                           |
| 28   | Felicia Ragland (G)     | Vereinigte Staaten | Seattle Storm      | Oregon State University                     |
| 29   | Lindsey Yamasaki (G/F)  | Vereinigte Staaten | Miami Sol          | Stanford University                         |
| 30   | Gergana Slavtcheva (G)  | Bulgarien          | Los Angeles Sparks | Florida International University            |
| 31   | Angie Welle (C)         | Vereinigte Staaten | Cleveland Rockers  | Iowa State University                       |
| 32   | Jackie Higgins (F/C)    | Vereinigte Staaten | Los Angeles Sparks | University of North Carolina at Chapel Hill |

### Runde 3
| Pick | Spielerin             | Nationalität       | WNBA-Team           | College/Junior/Klub-Team                |
| ---- | --------------------- | ------------------ | ------------------- | --------------------------------------- |
| 33   | LaNisha Cartwell (C)  | Vereinigte Staaten | Washington Mystics  | University of Alabama                   |
| 34   | Kelly Komara (G)      | Vereinigte Staaten | Indiana Fever       | Purdue University                       |
| 35   | Takeisha Lewis (F/C)  | Vereinigte Staaten | Seattle Storm       | Louisiana Tech University               |
| 36   | Teresa Geter (F/C)    | Vereinigte Staaten | Washington Mystics  | University of South Carolina            |
| 37   | Mandy Nightingale (G) | Vereinigte Staaten | Portland Fire       | University of Colorado Boulder          |
| 38   | Lindsey Meder (G)     | Vereinigte Staaten | Minnesota Lynx      | University of Iowa                      |
| 39   | Saundra Jackson (C)   | Vereinigte Staaten | Orlando Miracle     | University of Mississippi               |
| 40   | Kayte Christensen (F) | Vereinigte Staaten | Phoenix Mercury     | University of California, Santa Barbara |
| 41   | Edniesha Curry (G)    | Vereinigte Staaten | Charlotte Sting     | University of Oregon                    |
| 42   | Shondra Johnson (G)   | Vereinigte Staaten | Houston Comets      | University of Alabama                   |
| 43   | Edmarie Lumbsley (C)  | Vereinigte Staaten | Utah Starzz         | University of Mobile                    |
| 44   | Alayne Ingram (G)     | Vereinigte Staaten | Sacramento Monarchs | University of Michigan                  |
| 45   | Jerica Watson (F)     | Vereinigte Staaten | Miami Sol           | University of Iowa                      |
| 46   | Tracy Gahan (G)       | Vereinigte Staaten | New York Liberty    | Iowa State University                   |
| 47   | Ericka Haney (G/F)    | Vereinigte Staaten | Detroit Shock       | University of Notre Dame                |
| 48   | Rashana Barnes (F)    | Vereinigte Staaten | Los Angeles Sparks  | The Pennsylvania State University       |

### Runde 4
| Pick | Spielerin             | Nationalität       | WNBA-Team           | College/Junior/Klub-Team             |
| ---- | --------------------- | ------------------ | ------------------- | ------------------------------------ |
| 49   | LaKeisha Taylor (C)   | Vereinigte Staaten | Indiana Fever       | University of Arizona                |
| 50   | Melody Johnson (C)    | Vereinigte Staaten | Portland Fire       | Arizona State University             |
| 51   | Jermisha Dosty (C)    | Vereinigte Staaten | Sacramento Monarchs | Saint Mary’s College of California   |
| 52   | Jillian Danker (G/F)  | Vereinigte Staaten | Indiana Fever       | Vanderbilt University                |
| 53   | Monique Cardenas (G)  | Vereinigte Staaten | Portland Fire       | University of Florida                |
| 54   | Shárron Francis (G)   | Vereinigte Staaten | Minnesota Lynx      | Old Dominion University              |
| 55   | Tomeka Brown (G)      | Vereinigte Staaten | Orlando Miracle     | The Ohio State University            |
| 56   | Amba Kongolo (F/C)    | Vereinigte Staaten | Phoenix Mercury     | North Carolina Central University    |
| 57   | Jessie Stomski (F)    | Vereinigte Staaten | Charlotte Sting     | University of Wisconsin–Madison      |
| 58   | Cori Enghusen (C)     | Vereinigte Staaten | Houston Comets      | Stanford University                  |
| 59   | Jaclyn Winfield (G)   | Vereinigte Staaten | Utah Starzz         | Southern University                  |
| 60   | Elizabeth Pickney (F) | Vereinigte Staaten | Sacramento Monarchs | University of Arizona                |
| 61   | Jerkisha Dosty (F)    | Vereinigte Staaten | Miami Sol           | Saint Mary’s College of California   |
| 62   | Deedee Warley (F)     | Vereinigte Staaten | New York Liberty    | University of Maryland, College Park |
| 63   | Marché Strickland (G) | Vereinigte Staaten | Cleveland Rockers   | University of Maryland, College Park |
| 64   | Tiffany Thompson (F)  | Vereinigte Staaten | Los Angeles Sparks  | Old Dominion University              |